# Helmsange
Helmsange (Luxemburgs: Helsem, Duits: Helmsingen) is een plaats in de gemeente Walferdange en het kanton Luxemburg in Luxemburg.
Helmsange telt 2154 inwoners (2001).

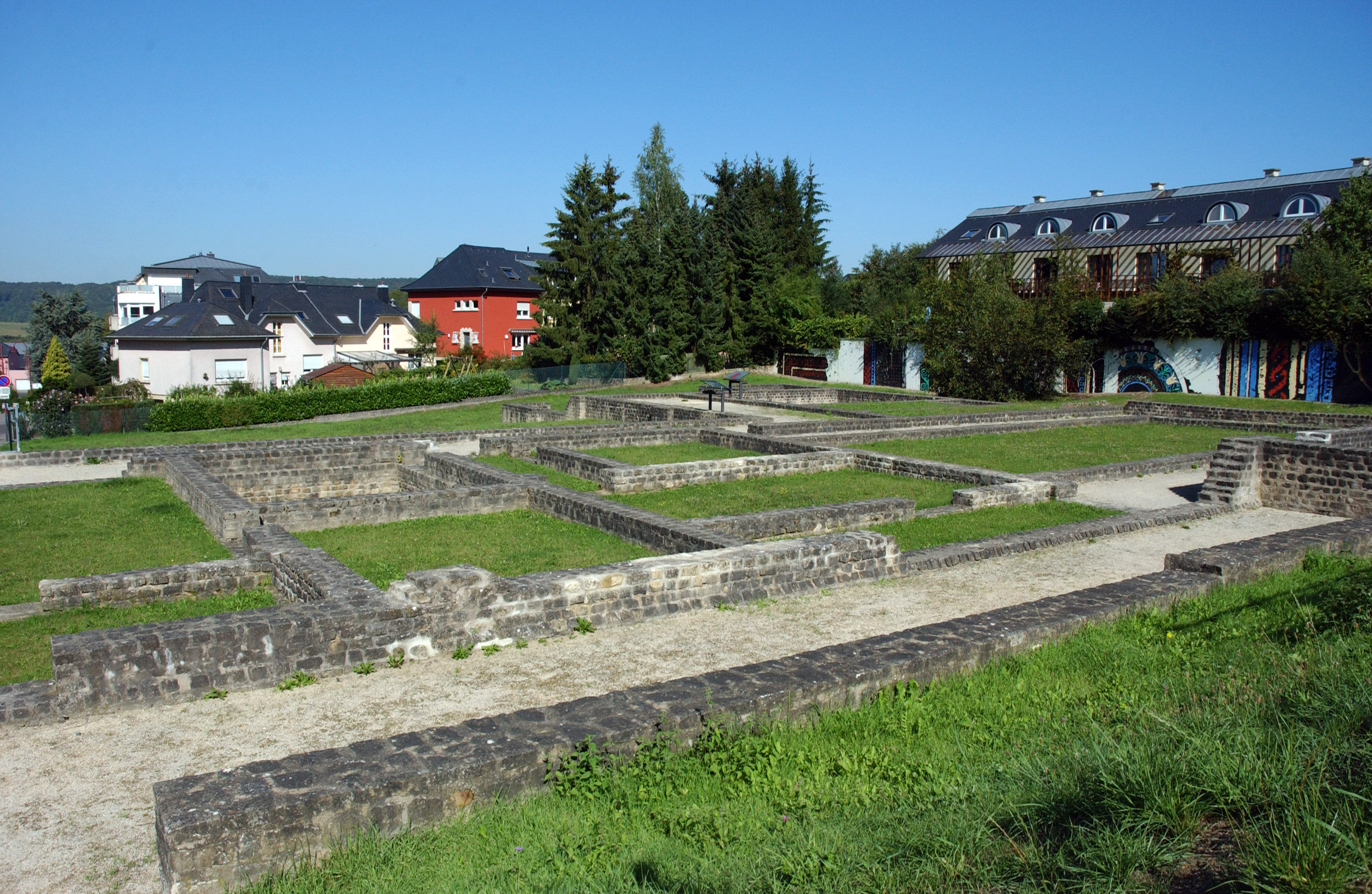
Helmsange